# Johanne Saunier
Pour les articles homonymes, voir Saunier.
Vous pouvez aider à l'améliorer ou bien discuter des problèmes sur sa page de discussion.
- Il ne cite pas suffisamment ses sources. Vous pouvez indiquer les passages à sourcer avec {{référence nécessaire}} ou {{Référence souhaitée}}, et inclure les références utiles en les liant aux notes de bas de page. (Marqué depuis décembre 2024)
- Son texte doit être wikifié : il ne correspond pas à la mise en forme Wikipédia (style, typographie, liens internes, liens entre les wikis, etc.). (Marqué depuis décembre 2024)

- Archive Wikiwix
- Bing
- Cairn
- DuckDuckGo
- E. Universalis
- Gallica
- Google
- G. Books
- G. News
- G. Scholar
- Persée
- Qwant
- (zh) Baidu
- (ru) Yandex
- (wd) trouver des œuvres sur Wikidata

Johanne Saunier, née en 1967, est une danseuse et chorégraphe contemporaine installée à Bruxelles.

## Biographie
Depuis 1986, Johanne Saunier travaille dans la compagnie ROSAS de la chorégraphe Anne Teresa De Keersmaeker, d'abord en tant que danseuse, puis comme assistante, répétitrice et enseignante à l'école de PARTS. Elle crée JOJI INC avec le scénographe Jim Clayburgh (membre fondateur du The Wooster Group) pour ses propres performances et reçoit les prix des Rencontres chorégraphiques internationales de Seine-Saint-Denis en 2000, et celui de la SACD en 2021. 
Son travail sur la voix lui fait rencontrer le compositeur Georges Aperghis en 2002, pour qui elle devient l’interprète dans plusieurs de ses spectacles Paysage sous surveillance, Avis de tempête avec l'ensemble Ictus , Thinking things, reprend un rôle dans son iconique Machinations créé à l'IRCAM en 2000. Il lui compose le 4e volet de son spectacle ERASE-E(X) joué entre autres au festival d'Avignon en 2008. Elle va mettre en scène un nouvel opéra de chambre avec l'ensemble vocal HYOID voices et l'ensemble LUCILIN. Elle est Perdita dans l'opéra de Philippe Boesmans mis en scène par Luc Bondy. Elle chorégraphie dans les opéras mis en scène par François Sarhan, Stéphane Braunschweig, et Jean-François Sivadier. Elle met en scène Homo Instrumentalis, une version de Machinations de Georges Aperghis pour l'ensemble vocal hollandais Silbersee vu au festival de la Rurh triennale. Elle chorégraphie le 'one women show' I hate contemporary music de la soprano Sarah Defrise. 
Depuis 2018, elle met en scène les 300 enfants chanteurs de Finoreille à l'opéra de Lille , dans La Légende du Roi Dragon, Okilele (texte de Claude Ponti), Le coq et l' arlequin et en 2025 À l'ombre du Baobab. Ses Ballets Confidentiels en collaboration avec la chanteuse lyrique Eléonore Lemaire sont des concerts chorégraphiques joués tous azimuts dans des parcs, cafés, musées, maisons, galeries. leur prochain projet est Mythèmes en collaboration avec le plasticien Fabien Zocco et le compositeur Arnaud Petit et sera joué dans des lieux avec des traces d'humanité ancienne ou des musées paléontologiques.
Johanne Saunier enseigne à l'école de P.A.R.T.S. à Bruxelles et donne des master classes au ARTS2 - Conservatoire Royal de Mons et au conservatoire de Liège.

## Chorégraphies pour JOJI INC
- 1998 : Sans la voix des Maîtres
- 1999 : Petite pièce pour voix et gestes en collaboration avec Fatou Traoré
- 1999 : Chorea/Salto
- 2000 : Final Scene
- 2001 : Landscape with 4 Figures
- 2002 : It's Like
- 2004 : Erase-E(x) 1
- 2005 : Erase-E(x) 1, 2, 3
- 2006 : Erase-E(x) part 4
- 2007 : Erase-E(x) part 5 & 6
- 2008 : Lolita, choréographie pour l'opera de chambre mis en scène par Jim Clayburgh , musique de Joshua Fineberg
- 2010 : Line of Oblivion, chorégraphie pour l'opéra de chambre mis en scène par Jim Clayburgh musique de Arturo Fuentes
- 2011 : Musée en chantier
- 2012 : Modern Dance
- 2013 : création des Ballets Confidentiels

## Productions avec Anne Teresa De Keersmaeker / Rosas
- Bartók / Aantekeningen (1986)
- Bartók / Mikrokosmos (1987)
- Ottone Ottone (1988)
- Stella (1990)
- Achterland (1990)
- Mozart Concert arias (1992)
- Erts (1992)
- Toccata (1993)
- Amor Constante, Más Allá De La Muerte /(1994)
- Erwartung /Verklärte Nacht / Rosas (1995)
- Duke Bluebeard's Castle (1998)
- Così Fan Tutte (pour l'Opéra van Paris 2017)

## Travail chorégraphique pour l'opéra
- 2010 : Carmen de Bizet, mise en scène de Jean-François Sivadier à l'opéra de Lille
- 2011 : La traviata de Giuseppe Verdi, mise en scène de Jean-François Sivadier au festival d'art lyrique d'Aix-en-Provence
- 2012 : L'incoronazione di Poppea de Claudio Monteverdi, mise en scène de Jean-François Sivadier à l'opéra de Lille
- 2013 : Il Barbiere di Siviglia de Gioachino Rossini, mise en scène de Jean-François Sivadier à l'opéra de Lille
- 2015 : Norma de Vincenzo Bellini, mise en scène par Stéphane Braunschweig au Théâtre des Champs-Élysées
- 2017 : Così fan tutte de Mozart, mise en scène par Anne Teresa De Keersmaeker à l'opéra de Paris
- 2017 : Don Giovanni de Mozart, mise en scène Jean-François Sivadier au Festival d'Aix-en-Provence puis en tournée
- 2018 : La légende du Roi Dragon mise en scène de Johanne Saunier, musique Arthur Lavandier, à l'opéra de Lille et à l'opéra de Bordeaux
- 2018 : Homo instrumentalis, mise en scène de Johanne Saunier, l'ensemble vocal hollandais Silbersee
- 2023 : Okilele mise en scène de Johanne Saunier pour Finoreille, opéra de Lille
- 2024 : Le coq et l'arlequin', mise en scène de Johanne Saunier pour Finoreille, opéra de Lille
- 2025 : A l'ombre du Baobab, mise en scène de Johanne Saunier pour Finoreille, opéra de Lille

## Filmographie
- It's Like (JOJI INC 27min 2002)
- Linked (Scindya de Barros (2004, 4min)
- Free Falling (Johanne Saunier & Vincent Solheid 2018, 13min)
- the Art of falling as a metaphore (2021, 1min30)
- sequenza III de Berio (Vanya d'Alcantara 7min)

### Avec Rosas
- Hoppla! (Wolfgang Kolb, 1989, 52min)
- Mozartmateriaal (Jurgen Persijn et Ana Torfs, 1993, 52min)
- Achterland (Anne Teresa De Keersmaeker en Herman Van Eyken, 1994, 84min)